# Alla Genrichovna Masevič
Alla Genrichovna Masevič (rusky Алла Генриховна Масевич; 9. října 1918, Tbilisi – 6. května 2008, Moskva) byla ruská astronomka.

## Život
V roce 1940 vystudovala fyzikální a matematickou fakultu Moskevského průmyslového pedagogického institutu Karla Liebknechta a pokračovala v postgraduálním studium na katedře astronomie a geofyziky. V letech 1943–1952 pracovala ve Státním astronomickém ústavu P. Šternberga. V letech 1952–1987 byla místopředsedkyní astronomické rady Akademie věd SSSR. Od roku 1957 vedla pozorování umělých zemských satelitů . V letech 1981 až 1982 byla náměstkyní tajemníka Organizace spojených národů pro přípravu 2. konference Organizace spojených národů o průzkumu a mírovém využití vesmíru. V letech 1970 až 1976 byla profesorkou katedry kosmické geodézie Moskevského institutu geodézie a kartografie. V období 1987-2003 působila v Astrosovětu.
Její hlavní vědecké práce se týkají teorie vnitřní struktury a vývoje hvězd a vesmírné geodézie. V letech 1949 až 1950, spolu s Pavlem Petrovičem Parenagem, provedla detailní studii závislosti hmoty - luminozity a hmotnosti - poloměru pro každou ze sekvencí na Hertzsprungově–Russellově diagramu. Společně s Vasilijem Grigorjevičem Fesenkovem a Parenagem zvažovali možnost vývoje hvězd podél hlavní sekvence s úbytkem hmoty pomocí korpuskulárního záření.
Na její počest byla pojmenována planetka 1904 Massevitch, objevená Tamarou Michajlovnou Smirnovou 9. května 1972 v Krymské astrofyzikální observatoři.